# خسوس تارتیلان
خسوس تارتیلان (انگلیسی: Jesús Tartilán؛ زادهٔ ۲ اوت ۱۹۴۰) بازیکن فوتبال اهل اسپانیا است.
از باشگاه‌هایی که در آن بازی کرده‌است می‌توان به باشگاه فوتبال کادیس، باشگاه فوتبال رئال بتیس، باشگاه فوتبال اسپانیول، و باشگاه فوتبال پومفرادینا اشاره کرد.